# Вестерос (община)
Вижте пояснителната страница за други значения на Вестерос.
Община Вестерос (на шведски: Västerås kommun) е разположена в лен Вестманланд, централна Швеция с обща площ 1143 km2 и население 142 131 души (към 31 декември 2013). Административен център на община Вестерос е едноименния град Вестерос.